# ADR (chaîne de télévision)
Pour les articles homonymes, voir Avis de recherche et ADR.
ADR, anciennement Avis de recherche, est une chaîne de télévision québécoise spécialisée de catégorie B qui diffuse, 24 heures sur 24, des photos et des informations/indices de personnes recherchés (criminels, fugueurs ou personne disparue) par la police.

## Historique
Le projet a été approuvé par le CRTC en 2002. Les personnes recherchées sont présentées et décrites pendant 30 à 60 secondes de façon rotative. ADR se décrit lui-même comme un outil médiatique visant à protéger la population.
Avis de recherche, dont la nature de sa programmation est en majeure partie axée sur la communauté, est distribué obligatoirement sur le service de base numérique chez tous les distributeurs du Québec depuis la décision du CRTC de juillet 2007.
En janvier 2013, la chaîne dépose sa demande de renouvellement de licence au CRTC avec une augmentation à 8 cents par abonné par mois, justifié par l'inflation, et le sous-titrage pour malentendants requis par le CRTC. Le lancement de son équivalent anglophone a aussi été proposé. En août 2013, le CRTC a retiré son statut de distribution obligatoire sur le service de base à partir du 31 mai 2015. Après plusieurs extensions, Vidéotron a retiré la chaîne le 29 avril 2016, et Bell Télé Fibe le 12 mai 2016.